# Lindernia nervosa
Lindernia nervosa é uma espécie botânica do gênero Lindernia pertencente à família Linderniaceae.